# Bulbophyllum coriaceum
Bulbophyllum coriaceum är en orkidéart som beskrevs av Henry Nicholas Ridley och Otto Stapf. Bulbophyllum coriaceum ingår i släktet Bulbophyllum och familjen orkidéer. Inga underarter finns listade i Catalogue of Life.